# Fuliang
Der Kreis Fuliang (chinesisch 浮梁县, Pinyin Fúliáng Xiàn) ist ein Kreis im Norden der chinesischen Provinz Jiangxi. Er gehört zum Verwaltungsgebiet der bezirksfreien Stadt Jingdezhen. Er hat eine Fläche von 2.859 km² und zählt 303.563 Einwohner (Stand: Zensus 2010). Sein Hauptort ist die Großgemeinde Fuliang (浮梁镇).

## Administrative Gliederung
Auf Gemeindeebene setzt sich der Kreis aus acht Großgemeinden und neun Gemeinden zusammen. 